# Пригоди Піноккіо (фільм, 2019)
«Пригоди Піноккіо» (італ. Pinocchio) — фентезійний фільм-казка режисера Маттео Гарроне, екранізація однойменної казки Карло Коллоді. Роль Джепетто в картині виконав Роберто Беніньї, Піноккіо — Федеріко Єлапі.
Міжнародна прем'єра картини відбулася в лютому на Берлінському кінофестивалі. Картина отримала дві номінації на 93-ій церемонії «Оскар» — за «найкращий дизайн костюмів» і «найкращий грим і зачіски».

## Синопсис
Екранізація класичної історії про дерев'яну ляльку, створену столяром Джепетто. Отримавши ім'я Піноккіо, вона несподівано оживає та поспішає пізнати світ, повний інших дивовижних створінь і чар. Біда в тому, що хлопчик зовсім наївний, і вірить всьому та всім.

## У ролях
| Актор                     | Роль                         |
| ------------------------- | ---------------------------- |
| Роберто Беніньї           | Джеппетто                    |
| Федеріко Єлапі            | Піноккіо                     |
| Рокко Папалео             | Кіт                          |
| Массімо Чеккеріні         | Лис                          |
| Марина Вакт               | Фея з блакитним волоссям     |
| Джіджі Проєтті            | Манджафоко                   |
| Мауріціо Ломбарді         | Тунець                       |
| Алессіо ді Доменікантоніо | Фітіль                       |
| Массіміліано Галло        | доктор Крук / директор цирку |
| Давиде Маротта            | цвіркун                      |
| Теко Селіо                | суддя Горилла                |